# Euphyia dumetata
Euphyia dumetata är en fjärilsart som beskrevs av Franz Paula von Schrank 1802. Euphyia dumetata ingår i släktet Euphyia och familjen mätare. Inga underarter finns listade i Catalogue of Life.